# Sciara (pecora)
La sciara, conosciuta anche come Moscia Calabrese, è una razza ovina endemica della Calabria, dove viene allevata per la produzione di carne, latte e lana.
Prende l'appellativo di Moscia in quanto è una razza autoctona facente parte del gruppo a lana “moscia”. È principalmente diffusa nelle province di Cosenza e di Catanzaro, con un mero di circa 15.000 capi censiti, di cui molti sono derivati da incroci con altre razze. L’ambiente in cui viene condotto l'allevamento è molto marginale e degradato e comprende zone dell’alta collina con pascoli molto poveri e scoscesi, che solo un animale rustico come la Sciara riesce a sfruttare.
Sui capi derivati allevati in zone migliori si sta praticando con grande frequenza, l’incrocio di sostituzione con la Comisana, la Pinzirita, la Barbaresca, la Sarda per migliorare la produttività lattifera. Nelle aree più impervie si ritiene tuttavia insostituibile per cui viene allevata ad uno stato di purezza maggiore. L’unico pericolo che corre è l’abbandono di queste zone di diffusione.
https://www.agraria.org/ovini/sciara.htm